# Serviço (economia)

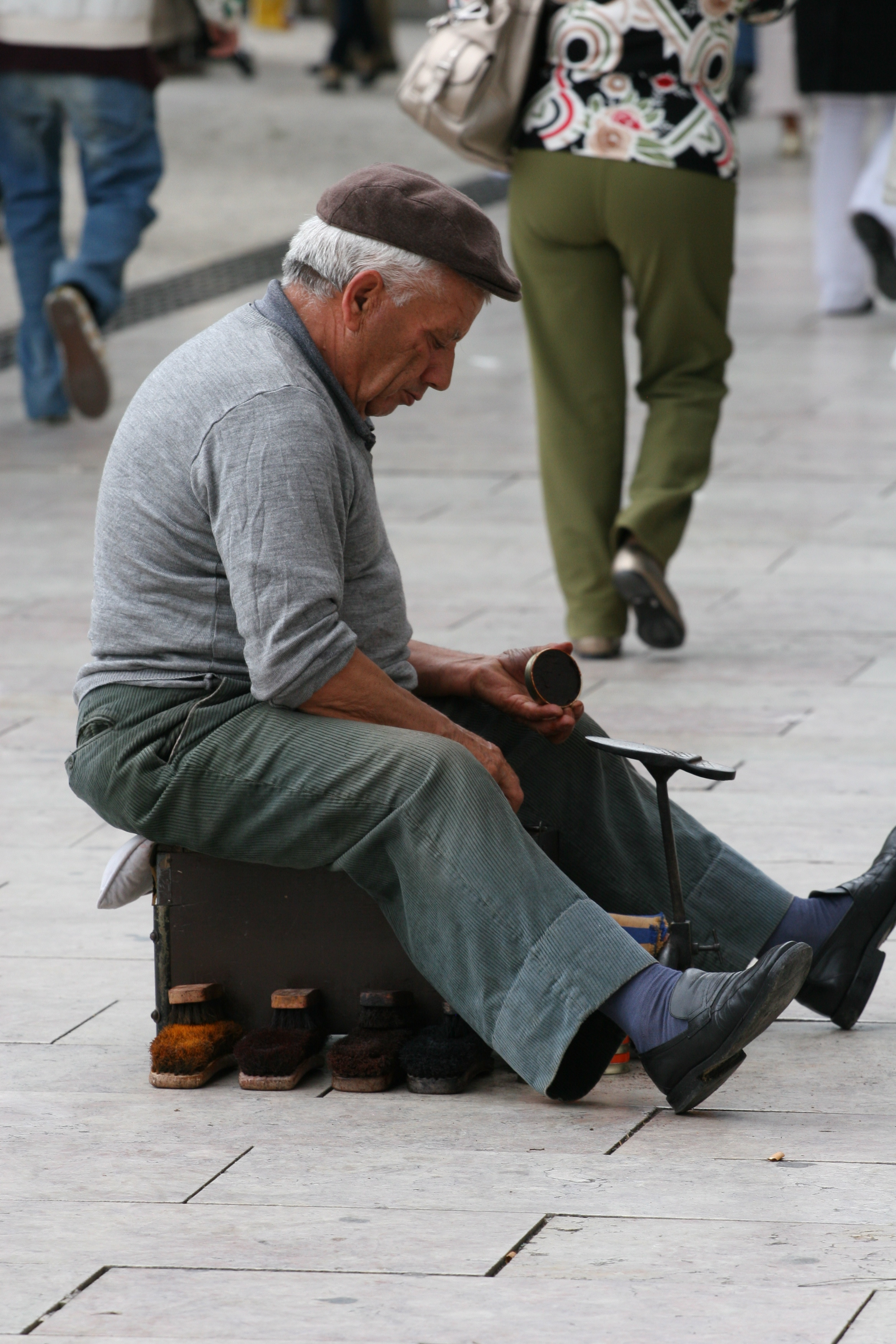
Engraxar sapatos é uma forma de serviço

Um serviço é um produto da atividade humana que satisfaz a uma necessidade, sem assumir a forma de um bem material.

## Campo de atividade
Diz-se que os fornecedores de serviços formam o setor terciário de uma economia. Os serviços públicos são aqueles que são pagos pela sociedade como um todo através de impostos, taxas e outros meios semelhantes. Compondo e orquestrando os níveis adequados de recursos, competências, engenho e experiência para a realização de benefícios específicos aos consumidores dos serviços, os prestadores de serviços operam numa economia sem restrições derivadas do transporte e armazenamento de mercadorias.

## Descrição
As atividades são serviços prestados onde o consumidor não obtém a posse exclusiva da coisa adquirida (salvo o caso em que exista contrato de exclusividade). Os benefícios do fornecimento, caso lhe seja atribuído um preço, devem ser evidentes para o comprador ao ponto de este estar disposto a pagar para o obter. A intangibilidade, ou seja, a não materialidade, incita o consumidor a, antes de se utilizar do serviço, informar-se sobre a qualidade com consumidores que já o experimentaram.
Apesar da natureza intangível dos serviços, a busca e cobrança constante da clientela pelo fornecimento de bons serviços obriga a um maior entendimento e aperfeiçoamento do marketing de relacionamento face à concorrência, que se beneficia das reduzidas restrições físicas e cria desafios singulares no nicho de mercado. Para comportar a demanda, tais serviços exigem grandes estruturas e equipamentos físicos – são exemplo disso os ramos de transporte, telecomunicações e o setor militar.